# Tâm thần phân liệt và hút thuốc lá
Các nghiên cứu trên 20 quốc gia cho thấy có mối liên hệ chặt chẽ giữa tâm thần phân liệt với hút thuốc lá, theo đó những người bị tâm thần phân liệt có nhiều khả năng hút thuốc lá hơn những người không mắc bệnh. Như ở Hoa Kỳ, khoảng 80% hoặc nhiều hơn những người hút thuốc lá bị tâm thần phân liệt, so với 20% dân số nói chung trong năm 2006.
Có những bằng chứng vững chắc rằng hút thuốc lá phổ biến hơn ở những người bị tâm thần phân liệt so với dân số nói chung cũng như những người có chẩn đoán tâm thần khác, mặc dù vậy hiện tại vẫn chưa có lời giải thích thỏa đáng cho sự khác biệt này. Đã có nhiều giải thích về xã hội, tâm lý và sinh học được đưa ra, nhưng ngày này nghiên cứu chú trọng tập trung vào khoa học thần kinh.
Sự gia tăng tỷ lệ hút thuốc ở những người bị tâm thần phân liệt có một số ảnh hưởng nghiêm trọng, bao gồm tăng tỷ lệ tử vong, tăng nguy cơ mắc bệnh tim mạch, giảm hiệu quả điều trị và gánh nặng tài chính lớn hơn. Các nghiên cứu cũng cho thấy rằng trong một quần thể nam giới, rối loạn phổ tâm thần phân liệt đặt một bệnh nhân vào nguy cơ sử dụng thuốc lá quá mức. Kết quả là, các nhà nghiên cứu tin rằng điều quan trọng là các chuyên gia sức khỏe tâm thần phải là người giúp ngăn chặn hút thuốc lá ở những bệnh nhân mắc tâm thần phân liệt.